# Will.i.am
Уильям Джеймс Адамс-младший (англ. William James Adams, Jr; род. 15 марта 1975, Лос-Анджелес), более известный под псевдонимом will.i.am (рус. уилл.ай.эм) — американский рэпер, мультиинструменталист, актёр и музыкальный продюсер, один из создателей и лидер хип-хоп-группы The Black Eyed Peas, владелец лейбла will.i.am music, филантроп, креативный директор корпорации Intel и компании 3D Systems.

## Происхождение
Уильям Адамс (в свидетельстве о рождении «Уильям Джеймс Адамс-младший» (англ. William James Adams, Jr.)) родился и вырос в афроамериканской семье в Ист-Лос-Анджелесе, в бедном латиноамериканском рабочем районе Бойл-Хайтс. Своего отца, Уильяма Адамса-старшего, он никогда не видел — его и ещё троих детей воспитывала мать-одиночка Дебра Адамс (урождённая Кейн) и бабушка Сара Кейн.
Первым местом работы стал местный общинный центр «Keeping kids outta gangs» (рус. «держите детей подальше от банд»), где 18-летний Уильям помогал матери. Она уберегла его от популярной среди тогдашней молодёжи тенденции вступать в бандитские группировки.

## Музыкальная карьера
В юности Уильям занимался брейк-дансом и пел в церковном хоре. В восьмом классе он познакомился с Алленом Пинеда Линдо, более известным как apl.de.ap, вместе с которым бросил школу, чтоб посвятить жизнь танцам в стиле хип-хоп. Вдвоем они основали танцевальную группу Tribal Nation. Позже они ушли от брейк-данса, всерьез занялись написанием песен. В это же время они переименовали группу в «Atban Klann» (в сокращении от «A Tribe Beyond a Nation»). Им даже удалось заключить контракт с лейблом Ruthless Records. Благодаря руководителю лейбла Eazy-E, в группе появился новый музыкант Хайме Луис Гомес, ныне известный как Taboo. После смерти Eazy-E группа в новом составе еще раз изменила свое название. Так в 1995 году на свет появились Black Eyed Peas. Фронтмен группы Уильям Адамс выступил также как продюсер коллектива. Еще одно изменение коснулось имени самого Уильяма. Он предстал перед публикой как will.i.am. В 2002 году в группе появилась Стейси Энн Фергюсон, позже известная как Fergie. В 2003 году песня Where Is the Love?" взорвала мир и стала международным хитом.
В качестве продюсера и певца Уильям Адамс работал с такими музыкантами, как Майкл Джексон, Рианна, Майли Сайрус, Канье Уэст, Дженнифер Хадсон, U2, Kesha, Леди Гага, Psy, Джастин Тимберлейк, Никки Минай, Эстель, Нса, Джон Ледженд и многими другими.
Благодаря сольной карьере и совместной работе с Black Eyed Peas, у will.i.am в общей сложности 41 топ-40 записи на UK Singles Chart с 1998 года, и продано более 9,4 миллиона синглов в стране.
В 1998 году под своим именем знаменитый певец основал звукозаписывающую студию will.i.am Music group, с которой подписали контракты такие артисты, как LMFAO, Kelis и Macy Gray.
will.i.am также был приглашен в качестве члена жюри, наставника и эксперта в The Voice UK (2012-настоящее), The Voice Australia (2014) и The Voice Kids (2017—2023).
Will.I.am является лауреатом семи премий Грэмми, одной премии Latin Grammy и премии Daytime Emmy.
Популярность на сцене привела знаменитого репера в франшизу «Люди Икс: Начало. Росомаха» на роль Джона Рэйта / Кестрела. В фильме он не изменил своему «фирменному» стилю необычных головных уборов.

### Карьера на ТВ
В 2021 году will.i.am получил должность одного из членов жюри в музыкальном телешоу «Альтер эго» вместе с Аланис Мориссетт, Ником Лаше и Граймс.

### Личная жизнь
О личной жизни will.i.am не распространяется. Известно лишь, что певец живёт в Лос-Анджелесе с матерью Деброй Кейн, бабушкой Сарой Кейн, старшим братом Карлом и сестрой Селестой Адамс.

### Стиль
Стиль will.i.am за годы претерпел немало изменений. Но знаменитый певец остается верен своим разнообразным головным уборам и аксессуарам. Любовь к ним привела к открытию его собственной линии одежды под лейблом «i.am clothing». В коллаборации с «Brik» will.i.am сотрудничает с Эшли Симпсон и Келли Осборн. Кроме того, Уилл и Brik создают костюмы для группы Black Eyed Peas.

## Фильмография
| Год       |     | Русское название                         | Оригинальное название                    | Роль                     |
| --------- | --- | ---------------------------------------- | ---------------------------------------- | ------------------------ |
| 2005      | с   | Новая Жанна Д’Арк                        | Joan of Arcadia                          | Three Card Monte Guy God |
| 2005      | док | Всё, что мы сказали                      | All We Are Saying                        | камео                    |
| 2006      | мс  | —                                        | Instant Def                              | Nate                     |
| 2007      | с   | Плантация                                | Cane                                     | камео                    |
| 2008      | мф  | Мадагаскар 2                             | Madagascar: Escape 2 Africa              | Мото-Мото                |
| 2009      | ф   | Люди Икс: Начало. Росомаха               | X-Men Origins: Wolverine                 | Джон Рэйт                |
| 2009      | ки  | X-Men Origins: Wolverine                 | X-Men Origins: Wolverine                 | Джон Рэйт                |
| 2009      | док | Поливуд                                  | PoliWood                                 | камео                    |
| 2009      | док | Дорожная жизнь с мистером и миссис Браун | Life on the Road with Mr. and Mrs. Brown | камео                    |
| 2009      | ф   | Артур и месть Урдалака                   | Arthur et la vengeance de Maltazard      | Snow                     |
| 2010      | ф   | Безумное свидание                        | Date Night                               | камео                    |
| 2010      | док | «Роллинг Стоунз» в изгнании              | Stones in Exile                          | камео                    |
| 2010      | док | —                                        | Britney Spears: I Am the Femme Fatale    | камео                    |
| 2011—2013 | мс  | Шоу Кливленда                            | The Cleveland Show                       | Бернард / Bernard        |
| 2011      | мф  | Рио                                      | Rio                                      | Педро                    |
| 2011      | док | Одна последняя вещь                      | Steve Jobs: One Last Thing               | камео                    |
| 2014      | мф  | Рио 2                                    | Rio 2                                    | Педро                    |
| 2018      | с   | Новичок                                  | The Rookie                               | Камео                    |

## Дискография
Студийные альбомы
- Lost Change (2001)
- Must B 21 (2003)
- Songs About Girls (2007)
- #willpower (2013)

### Официальные страницы проектов
- Сайт благотворительного фонда «i.am.angel» (англ.)
- i.am+ — сайт фотоаксессуаров «foto.sosho» (англ.)
- Сайт «i.am.clothing» (англ.)
- Intel Ultrabook™ Project (англ.) (недоступная ссылка)
- Сайт шоу «The Voice UK» (англ.)